# Jagung bose
Le jagung bose est un plat indonésien originaire de l'île de Timor,,, où il est régulièrement consommé. C'est une bouillie de maïs doux à laquelle on ajoute des haricots rouges, du lait de coco et de l'arachide.[réf. nécessaire]